# ایتاپیرانگا (آمازوناس)
ایتاپیرانگا (به پرتغالی: Itapiranga) یک منطقهٔ مسکونی در برزیل است که در آمازوناس (برزیل) واقع شده‌است. ایتاپیرانگا ۴٬۲۳۱ کیلومتر مربع مساحت و ۹٬۲۳۰ نفر جمعیت دارد.